# (8035) 1992 TB
(8035) 1992 TB es un asteroide que forma parte de los asteroides Apolo, descubierto el 2 de octubre de 1992 por el equipo del Spacewatch desde el Observatorio Nacional de Kitt Peak, Arizona, Estados Unidos.

## Designación y nombre
Designado provisionalmente como 1992 TB.

## Características orbitales
1992 TB está situado a una distancia media del Sol de 1,341 ua, pudiendo alejarse hasta 1,962 ua y acercarse hasta 0,7213 ua. Su excentricidad es 0,462 y la inclinación orbital 28,30 grados. Emplea 567,803 días en completar una órbita alrededor del Sol.
El próximo acercamiento a la órbita terrestre se producirá el 13 de diciembre de 2022.

## Características físicas
La magnitud absoluta de 1992 TB es 17,1.